# Ärtholmen
Ärtholmen is een wijk in het stadsdeel Väster van de Zweedse stad Malmö. De wijkt telt 5 inwoners (2013) en heeft een oppervlakte van 0,29 km². Ärtholmen ligt tussen Stadiongatan en Ärtholmsvägen.
De wijk bestaat voornamelijk uit kleinere woningen, voorzien van volkstuinen. In de winter heeft het gebied geen watertoevoer en is het niet toegestaan om in de woningen te verblijven.